# Tour della nazionale maschile di rugby a 15 del Sudafrica 1931-1932

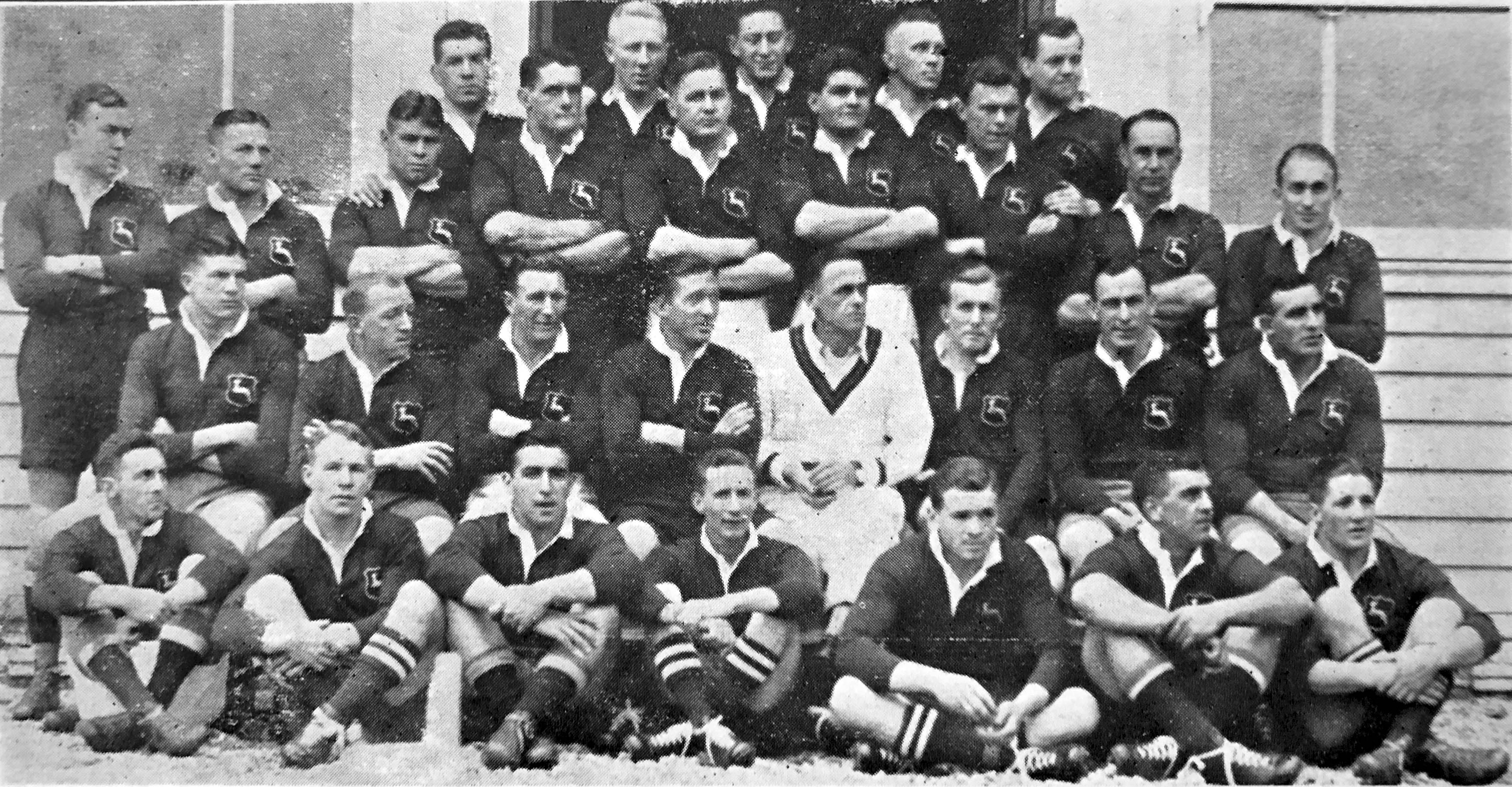
La squadra sudafricana in tour in Europa nel 1931-32

Il Tour della nazionale di rugby a 15 del Sud Africa 1931-32  fu una serie di incontri amichevoli di rugby union giocati dalla nazionale sudafricana di rugby contro squadre britanniche. Quattro incontri ebbero la caratteristica di test match contro le nazioni delle "Home Unions" britanniche (Inghilterra, Scozia,  Galles,  Irlanda).
Il tour comprese anche la disputa di una serie di match contro selezioni di contea, club e squadre ad inviti. Era il quarto tour nell'emisfero nord degli Springboks.
Fu un tour che diede grandi soddisfazioni ai sudafricani, che batterono tutte e quattro le squadre britanniche, conquistando il grande slam.
L'unica sconfitta avvenne in un match secondario contro East Midlands.
Il bilancio finale di 26 incontri, con 23 vittorie, due pareggi ed una sola sconfitta.

## Le critiche
Malgrado i successi sul campo, i sudafricani vennero aspramente criticati dalle squadre ospitanti e dalla stampa. Il capitano Bennie Osler, introdusse uno stile di gioco consistente in un continuo calciare, sia in rimessa laterale per guadagnare terreno, sia diagonalmente per conquistare territorio. Fu considerata una tattica di gioco a 10 giocatori, visto che il gioco si basava quasi esclusivamente sugli 8 "avanti" e ui 2 mediani, lasciando fuori dal gioco i tre-quarti.
Un giornalista del gallese 'Old Stager' affermò che "Gli africani, con il loro gioco a 10 uomini, hanno vinto i loro match, ma non hanno conquistato il cuore e l'immaginazione degli appassionati di rugby". O.L. Owen nel suo History of the RFU  concordava con questa opinione: "la cosa peggiore dal punto di vista dello spettacolo e poiché il gioco dei tre quarti azzerato, la peggior squadra sudafricana in tour."

## Risultati
| Bristol 3 ottobre 1931 | Gloucester & Somerset | 3 – 14 | Sudafrica XV |  |

| Newport 8 ottobre 1931 | Newport RFC | 3 – 15 | Sudafrica XV | Rodney Parade |

| Arbitro: | TH Phillips |

|             |           |                                                 |
| mete: Davey | Marcatori | mete: Brand JC van der Westhuizen trasf.: Brand |

| Arbitro: | WJ Llewellyn |

|                                |           |                                                |
| mete: Thomas (2) c.p.: O'Neill | Marcatori | mete: Du Toit, van der Merwe Trasf.: Osler (2) |

| Londra 17 ottobre 1931 | London Counties | 3 – 30 | Sudafrica XV | Twickenham |

| Birmingham 21 ottobre 1931 | Midland Counties | 3 – 13 | Sudafrica XV | Villa Park |

| Sunderland 24 ottobre 1931 | Durham & Northumberland | 0 – 41 | Sudafrica XV |  |

| Glasgow 28 ottobre 1931 | Glasgow | 13 – 21 | Sudafrica XV | Anniesland |

| Melrose 31 ottobre 1931 | South of Scotland | 0 – 0 | Sudafrica XV |  |

| Cambridge 4 novembre 1931 | Università di Cambridge | 5 – 13 | Sudafrica XV |  |

| 7 novembre 1931 | Combined Services | 9 – 21 | Sudafrica XV |  |

| Oxford 12 novembre 1931 | Università di Oxford | 3 – 24 | Sudafrica XV |  |

| 14 novembre 1931 | Leicestershire and East Midlands | 30 – 21 | Sudafrica XV |  |

| 18 novembre 1931 | Devon & Cornwall | 3 – 3 | Sudafrica XV |  |

| Arbitro: | WH Harris |

|                          |           |                                                |
| mete: Boon trasf.: Stone | Marcatori | mete: Zimerman, Gray McDonald Trasf: Brand (2) |

| Arbitro: | Albert Freethy |

|  |           |                                         |
|  | Marcatori | mete: van der Westhuizen, Gray Williams |

| Arbitro: | J Megins |

|               |           |                                         |
| mete: Hopkins | Marcatori | mete: Mostert trasf.: Osler c.p.: Osler |

| Arbitro: | E. Holmes |

|        |    |               |
| Davies | mt | Daneel, Bergh |
|        | tr | Osler         |

| Waterloo 9 dicembre 1931 | Lancashire & Cheshire | 9 – 20 | Sudafrica XV |  |

| Belfast 12 dicembre 1931 | Ulster | 3 – 30 | Sudafrica XV | Ravenhill |

| Dublino 19 dicembre 1931                                                             | Irlanda   | 3 – 8                                | Sudafrica | Lansdowne Road (35.000 spett.) |
| \| \| \| \| \| mete: McMahon \| Marcatori \| mete: Waring, Zimerman trasf.: Osler \| |           |                                      |           |                                |
|                                                                                      |           |                                      |           |                                |
| mete: McMahon                                                                        | Marcatori | mete: Waring, Zimerman trasf.: Osler |           |                                |

| Londra 26 dicembre 1931 | London Counties | 8 – 16 | Sudafrica XV | Twickenham |

| Londra 2 gennaio 1932                                              | Inghilterra | 0 – 7                            | Sudafrica | (Twickenham) (70.000 spett.) |
| \| \| \| \| \| \| Marcatori \| mete: Waring Zimerman Con: Osler \| |             |                                  |           |                              |
|                                                                    |             |                                  |           |                              |
|                                                                    | Marcatori   | mete: Waring Zimerman Con: Osler |           |                              |

| Workington 6 gennaio 1932 | Yorkshire & Cumberland | 5 – 9 | Sudafrica XV |  |

| Aberdeen 9 gennaio 1932                                 | North of Scotland | 0 – 9                        | Sudafrica XV | Pittodrie (8000 spett.) |
| \| \| \| \| \| \| mt \| Strachan Westhuizen Biermann \| |                   |                              |              |                         |
|                                                         |                   |                              |              |                         |
|                                                         | mt                | Strachan Westhuizen Biermann |              |                         |

| Edimburgo 16 gennaio 1932                                        | Scozia    | 3 – 6               | Sudafrica | (Murrayfield) (65.000 spett.) |
| \| \| \| \| \| mete: Lind \| Marcatori \| mete: Olsen, Craven \| |           |                     |           |                               |
|                                                                  |           |                     |           |                               |
| mete: Lind                                                       | Marcatori | mete: Olsen, Craven |           |                               |

## La squadra

### Management
- Manager: T.B. Pienaar
- Capitano: Bennie Osler

### Estremi
- G.H. Brand (Western Province)
- J.C. Tindall (Western Province)

### Tre quarti
- B.G. Gray (Western Province)
- J.A. van Niekerk (Western Province)
- F.D. Venter (Transvaal)
- F.W. Waring (Western Province)
- J.C. van der Westhuizen (Western Province)
- J.H. van der Westhuizen (Western Province)
- J. White (Border)
- M Zimerman (Western Province)

### Mediani
- Danie Craven (Western Province)
- M.G. Francis (Orange Free State)
- Bennie Osler (Western Province)
- P. de Villiers (Western Province)

### Avanti
- W.F. Bergh (South West Districts)
- J.N. Bierman (Transvaal)
- G.M. Daneel (Transvaal)
- John Dold (Eastern Province)
- H.M. Forrest (Transvaal)
- V. Geere (Transvaal)
- H.G. Kipling (Griqualand West)
- M.M. Louw (Western Province)
- S.C. Louw (Western Province)
- J.A.J. McDonald (Western Province)
- A.J. van der Merwe (Western Province)
- P.J. Mostert (Western Province)
- P.J. Nel (Natal)
- L.C. Strachan (Transvaal)
- S.R. du Toit (Western Province)